# Arvydas Šikšnius
Arvydas Šikšnius (Kretinga, 10 ottobre 1987) è un ex cestista lituano.